# Lagnicourt-Marcel
Lagnicourt-Marcel és un municipi francès situat al departament del Pas de Calais i a la regió dels Alts de França. L'any 2007 tenia 314 habitants.

## Demografia

### Població
El 2007 la població de fet de Lagnicourt-Marcel era de 314 persones. Hi havia 118 famílies de les quals 26 eren unipersonals (13 homes vivint sols i 13 dones vivint soles), 38 parelles sense fills, 46 parelles amb fills i 8 famílies monoparentals amb fills.
La població ha evolucionat segons el següent gràfic:
Habitants censats

### Habitatges
El 2007 hi havia 132 habitatges, 120 eren l'habitatge principal de la família, 3 eren segones residències i 8 estaven desocupats. Tots els 132 habitatges eren cases. Dels 120 habitatges principals, 104 estaven ocupats pels seus propietaris, 9 estaven llogats i ocupats pels llogaters i 6 estaven cedits a títol gratuït; 3 tenien dues cambres, 9 en tenien tres, 26 en tenien quatre i 81 en tenien cinc o més. 104 habitatges disposaven pel capbaix d'una plaça de pàrquing. A 51 habitatges hi havia un automòbil i a 51 n'hi havia dos o més.

### Piràmide de població
La piràmide de població per edats i sexe el 2009 era:
| Homes | Edats   | Dones |
| ----- | ------- | ----- |
| 0     | 95 o +  | 0     |
| 8     | 90 a 94 | 4     |
| 0     | 85 a 89 | 4     |
| 0     | 80 a 84 | 0     |
| 8     | 75 a 79 | 4     |
| 8     | 70 a 74 | 16    |
| 4     | 65 a 69 | 12    |
| 4     | 60 a 64 | 0     |
| 8     | 55 a 59 | 0     |
| 24    | 50 a 54 | 16    |
| 8     | 45 a 49 | 8     |
| 12    | 40 a 44 | 4     |
| 12    | 35 a 39 | 12    |
| 8     | 30 a 34 | 8     |
| 8     | 25 a 29 | 12    |
| 4     | 20 a 24 | 4     |
| 12    | 15 a 19 | 8     |
| 16    | 10 a 14 | 8     |
| 4     | 5 a 9   | 4     |
| 4     | 0 a 4   | 8     |

## Economia
El 2007 la població en edat de treballar era de 191 persones, 145 eren actives i 46 eren inactives. De les 145 persones actives 127 estaven ocupades (77 homes i 50 dones) i 17 estaven aturades (8 homes i 9 dones). De les 46 persones inactives 14 estaven jubilades, 8 estaven estudiant i 24 estaven classificades com a «altres inactius».

### Ingressos
El 2009 a Lagnicourt-Marcel hi havia 128 unitats fiscals que integraven 349,5 persones, la mediana anual d'ingressos fiscals per persona era de 14.243 €.

### Activitats econòmiques
Dels 6 establiments que hi havia el 2007, 2 eren d'empreses de construcció, 1 d'una empresa de comerç i reparació d'automòbils, 1 d'una empresa immobiliària, 1 d'una empresa de serveis i 1 d'una empresa classificada com a «altres activitats de serveis».
Dels 2 establiments de servei als particulars que hi havia el 2009, 1 era una lampisteria i 1 perruqueria.
L'any 2000 a Lagnicourt-Marcel hi havia 13 explotacions agrícoles.

## Poblacions més properes
El següent diagrama mostra les poblacions més properes.